# Chepelare Peak
Der Chepelare Peak (englisch; bulgarisch връх Чепеларе wrach Tschepelare) ist ein rund 900 m hoher Berg auf der Livingston-Insel im Archipel der Südlichen Shetlandinseln. Im Friesland Ridge der Tangra Mountains ragt er 0,87 km südlich des St. Methodius Peak, 1,2 km südöstlich des Tervel Peak und 0,64 km nördlich des Shumen Peak auf. Der Charity-Gletscher befindet sich westlich von ihm, der Prespa-Gletscher südöstlich.
Die bulgarische Kommission für Antarktische Geographische Namen benannte den Berg 2002 nach der Stadt Tschepelare im Süden Bulgariens. Die Erstbesteigung gelang den Bulgaren Martscho Paunow und Dojtschin Bojanow am 14. Januar 2024.